# Hieracium humile
Hieracium humile es una especie de planta con flor del género Hieracium, de la familia Asteraceae, orden Asterales.

## Distribución
Hieracium humile se distribuye por Argelia, Austria, Córcega, Francia, Alemania, Italia, España, Suiza y ex Yugoslavia.

## Taxonomía
Fue descrita científicamente por Jacq.
Tratamiento taxonómico
La especie aparece registrada y publicada en Hort. Bot. Vindob.